# Wedendorf
Wedendorf è una frazione del comune tedesco di Wedendorfersee, nel Meclemburgo-Pomerania Anteriore.

## Storia
Centro rurale di antica origine, Wedendorf fu fuso il 1º luglio 2011 con il comune di Köchelstorf, formando il nuovo comune di Wedendorfersee.